# Austropetalia
Genre
Austropetalia est un genre de libellules de la famille des Austropetaliidae (sous-ordre des Anisoptères, ordre des Odonates). 

## Répartition

Carte de répartition des espèces du genre en Australie.

On retrouve les libellules de ce genre en Australie.

## Liste des espèces
Selon GBIF (16 janvier 2024) :
- Austropetalia annaliese Theischinger, 2013
- Austropetalia patricia (Tillyard, 1910)
- Austropetalia tonyana Theischinger, 1995

## Classification
Le nom valide complet (avec auteur) de ce taxon est Austropetalia Tillyard, 1916,.

## Publication originale
- (en) R. J. Tillyard, « Life-Histories and Descriptions of Australian Æschninae; with a Description of a New Form of Telephlebia », Journal of the Linnean Society of London, Zoology, Londres, Academic Press, vol. 33, no 222,‎ juillet 1916, p. 1-83 (ISSN 0368-2935 et 2378-5314, OCLC 1680906, DOI 10.1111/J.1096-3642.1916.TB00253.X, lire en ligne).